# Икономика на Сан Марино
Стопанството на Република Сан Марино е тясно свързано със стопанството на изцяло заобикалящата я Италия.
Селско стопанство – зърнопроизводство и лозарство.
Туризъм – обслужване на чуждестранни туристи.
Предприятия за керамика, текстил, сувенири, хранителни продукти.
Важно перо в приходите на страната е издаването на пощенски марки и монети за колекционери.